# Гематология
Гематоло́гия (от др.-греч. αἷμα, αἷματος — «кровь» и λόγος «мысль») — раздел медицины, изучающий кровь, органы кроветворения, этиологию, диагностику, лечение, прогнозирование и предотвращение заболеваний, которые влияют на производство клеток крови, белков крови, факторов свёртывания крови и так далее. Научные исследования крови ведутся и специалистами биомедицины. Гематология связана с исследованиями онкологии для лечения и предотвращения опухолевых заболеваний.
Врач-гематолог лечит пациентов не только с заболеваниями крови, работает в лабораториях с пробами крови, костного мозга, интерпретирует результаты гематологических тестов, так как гематология связана со всеми разделами медицины: флебологией и ангиологией (васкулиты, ДВС-синдром, вторичные тромбозы при тромбоцитопениях), травматологией и ортопедией (острая лучевая травма, гемаартрозы при болезни Виллебранда, и гемофилии, компрессионные переломы позвоночника при множественной миеломе), ожоговой хирургией (при порфириях), гнойно-септической хирургией (при вторичных осложнениях гематогенных иммунодефицитов, например, при миелолейкозе или агранулоцитозе), кардиохирургией (тампонада сердца при гемобластозах), торакальной хирургией и цереброваскулярной нейрохирургией, онкологией (гемобластозы, гематосаркомы), радиологией, иммунологией, токсикологией (токсические агранулоцитарные реакции, побочные эффекты лекарственных средств, приобретённые гемофилии и коагулопатии), инфектологией, иммунологией (токсическая алейкия, мононуклеоз, гемолитико-уремический синдром), ревматологией, дерматологией, трансфузиологией, профессиональной патологией, биофизикой, нефрологией, гепатопанкреотологией, экологией, офтальмологией, так как кровь, циркулируя по организму снабжает все клетки питательными веществами, полученными из лёгких дыханием (вдох — газ вдоха), рта (еда), пищевода (болюс), ЖКТ (химус), и уносит вещества, которые удаляются из организма лёгкими (выдох — газ выдоха), кожей (пот), кишечником (кал), почками (моча).
Заболевания организма выражаются и изменениями состава крови, что показывают исследования крови.
Спектр деятельности гематолога: диагностика, лечение, профилактика изменений свёртываемости крови, таких как гемофилия и идиопатическая тромбоцитопеническая пурпура, опухолей — гематосарком и гемобластозов: лимфома, лейкемия, множественная миелома, миелобластный лейкоз, миелодиспластический синдром, гемоглобинопатии, наследственных геморагических диатезов, гемофилий, трансфузий, изучение костного мозга, трансплантаций стволовых клеток и так далее. 
В своё время, выявление действия на костный мозг и систему крови неблагоприятных экологических факторов, таких как: ионизирующее (лучевая болезнь), и неионизирующее излучение (порфирии, полицитемия — уфо-облучения, криоглобунемия, сидеробластная анемия, свинцовая анемия, эритремия), влияния вредных проф-производственных, токсических и лекарственных факторов на костный мозг и систему крови: интоксикации бензолом, мышьяком, Левомецитином, Тетрациклином, Хинином, Левамизолом, Циклофосфаном  и другими гематоксичными ядами и лекарственными препаратами, и их связи с развитием заболеваниями в виде: гаптенового агранулоцитоза, апластической, гемолитической, гипопластической анемии, гемохроматозов, развитием гемобластозов и различных отдалённых генетических дефектов на уровне ДНК привело к проведению здравоохранительных манипуляций, предотвращающих выше перечисленное действие.

## Предметы изучения гематологии
- Кровь
  - Венозная кровь
  - Венозная пункция
  - Гемопоэз
  - Клинический анализ крови
  - Пуповинная кровь
- Красные кровяные клетки
  - Формирование эритроцитов
  - Эритропоэтин
  - Метаболизм железа
  - Гемоглобин
  - Гликолиз
  - Пентозофосфатный путь
- Белые кровяные клетки
- Тромбоциты
- Ретикуло-эндотелиальная система
  - Костный мозг человека
  - Селезёнка
  - Печень
  - Тимус
- Лимфатическая система
- Переливание крови
  - Плазма крови
  - Донорство крови
  - Группы крови
- Гемостаз
  - Свертывание крови
  - Витамин K
- Система комплемента
  - Антитела
- Аномалии молекулы гемоглобина или скорости синтеза гемоглобина
  - Анемии (нехватка эритроцитов и гемоглобина, а также нехваткой витаминов и, обусловленные генетически)
  - Гемобластозы
  - Коагулопатии (нарушения кровотечения и коагуляции)
  - Серповидноклеточная анемия
  - Талассемия
  - Заболевания вызываемые ионизирующим излучением, либо различно обусловленной повышенной чувствительностью к нему и к иным различным физическим факторам: лучевая болезнь, Порфирия, Криоглобунемия, Пигментная ксеродерма.
  - Токсический агранулоцитоз

- Наследственные заболевания крови 
  - Коагулопатии
  - Гемофилии